# Smallanthus glabratus
Smallanthus glabratus là một loài thực vật có hoa trong họ Cúc. Loài này được (DC.) H.Rob. miêu tả khoa học đầu tiên năm 1978.